# Thefakesoundofprogress
Thefakesoundofprogress é o primeiro álbum da banda Lostprophets, gravado em junho de 2000, antes mesmo do músico Jamie Oliver ter ingressado na banda.
Além de ter muitas referências à Cultura Pop dos anos 80, a banda também foi inspirada pelo último álbum dos Refused - The Shape Of Punk To Come.

## Faixas
1. «Shinobi Vs Dragon Ninja»
2. «The Fake Sound of Progress»
3. «Five Is A Four Letter Word»
4. «...And She Told Me To Leave»
5. «Kobrakai»
6. «The Handsome Life Of Swing»
7. «A Thousand Apologies»
8. «Still Laughing»
9. «For Sure»
10. «Awkward»
11. «Ode to Summer»
12. «The Lesson»
13. «Directions»